# 王蘧常
王蘧常（1900年6月2日—1989年10月25日），字瑗仲，号明两，别号涤如、甪里翁、玉树堂主、欣欣老人，男，祖籍浙江嘉兴，天津人。中国哲学史家、历史学家、书法家、诗人。

## 生平
1900年6月出生于天津府，1920年入无锡国学专修馆，即无锡国学专科学校，受教于唐文治。1921年，编写《三代史》，在报刊上零星发表后被王国维大为赞赏，誉之为“王三代”，与唐兰和吴其昌被并称为无锡国专三杰。1924年毕业于由导师唐文治介绍，入私立无锡中学任教。1925年至1926年任无锡专门国学院讲师。之後又在上海的光華大學附屬中學教國文，期間夏鼐是他的學生。1928年至1929年任复旦大学中文系讲师。1938年至1942年任上海国学专修学校教务长，抗日战争期间，担任私立之江文理学院历史系和交通大学中文科教授。1941年太平洋战争爆发后，汪精卫政权接收交通大学。王蘧常与同事5人毅然辞职离校。抗战胜利后，王蘧常在暨南大学任教。1949年至1951年任无锡中国文学院副院长。1952年以后任复旦大学哲学系、中文系教授。1989年病逝于上海。

## 艺术成就
王蘧常先生书法造诣颇高，尤以章草为最，线条的朴茂雄厚，结字的天趣横溢，章法的错落变化，与关中高乐三先生并立，世称“北乐三南蘧常”。

## 主要著作
《诸子学派要诠》、《先秦诸子书答问》、《严几道年谱》、《沈寐叟年谱》、《国学讲演稿》、《国耻诗话》、《王蘧常章草艺术》、《中国历代思想家传记汇诠》（主编）、《诸子新传》、《荀子新传》、《秦史》等。